# Rue de la Justice (Mulhouse)
Pour les articles homonymes, voir Justice (homonymie).
Ne doit pas être confondu avec rue de la Justice (Lille), Rue de la Justice (Liège) ou rue de la Justice.
La rue de la Justice (en alémanique alsacien : Schindergassla [ˈʃɪnd̥r̥ˌɡ̊aslə]) est une rue piétonne du centre-ville de Mulhouse, en Alsace.

## Situation
De forme quasi-linéaire, la rue de la Justice, située dans la partie nord du centre historique, s'étend sur environ 190 mètres de la rue de Metz au nord-est à la rue du Sauvage au sud-ouest. Le croisement de la rue de Metz est occupé par les vestiges du Bollwerk et n'est donc pas accessible en voiture. Sur son tracé, la rue de la Justice croise de façon perpendiculaire la rue Louis-Pasteur, qui mène au boulevard de l'Europe côté nord-ouest et au croisement du passage Central et de l'avenue Roger-Salengro côté sud-est, à la limite du quartier Nordfeld.

## Historique
Au XIVe siècle se trouvait dans cette rue la cour du chevalier Hug Walch zum Thor. La voie est ainsi connue sous les noms de Wahlesgasse, Hugenwald et Hug Walhengasse aux XIVe et XVe siècles. Dans cette rue a également vécu le bourreau de la ville ; c'est pourquoi la voie est connue dès avant 1798 sous le nom allemand de Schinder Gasse (« rue du Bourreau »). En 1815, elle reçoit le nom français de rue de la Justice ; la même année, d'autres rues du centre historiques sont pourvues de noms issus du lexique judiciaire, à l'instar de la rue de la Loi et de la rue Égalité. Le nom allemand de Schindergasse reste néanmoins usité par l'administration pour désigner la rue. Le nom français est officiellement adopté par décret municipal du 11 novembre 1843. Après la cession de l'Alsace-Lorraine à l'Empire allemand, la rue est dénommée Gerechtigkeits-Strasse, soit « rue de la Justice ». L'administration du Troisième Reich lui redonne ce nom le 18 août 1940, avant que le maire nazi Paul Mass ne la fasse renommer Hug-Walch-Gasse le 27 septembre 1941. Après la Libération de la ville en 1944, le nom français est de nouveau instauré.
Le Bollwerk est totalement fermé jusqu'au XIXe siècle, ce qui empêche l'accès à la rue de la Justice par le nord. En 1892, l'administration allemande fait percer une porte dans le bastion afin de permettre l'accès à la rue ; une deuxième porte est ouverte par l'administration nazie en 1943. 
Au XIXe siècle se trouvait dans la rue la Cour Engelmann, où était sis le second établissement lithographique de la ville. Celui-ci est acquis en 1867 par la société Veuve Bader et Cie. La cour est profondément transformée au XXe siècle, avant d'être totalement détruite par un bombardement le 4 août 1944. En outre, l'imprimerie Bader fait construire en 1902 un bâtiment en brique rouge au niveau du no 30 (à l'angle de la rue du Bastion) que l'on peut encore voir aujourd'hui.

## Bâtiments remarquables
- l'immeuble du no 16 a appartenu autrefois au meunier de Bâle. Il a d'abord été baptisé « maison à l'Âne » (zum Esel) et a été connu comme « tour de l'Âne » (Eselturm) au XVIIIe siècle.
- au no 37 a vécu l'écrivain dialectophone Eugène Landsmann. Une plaque commémorative est ajoutée en son honneur sur la façade de l'immeuble le 10 octobre 1937.
- à l'angle de la place des Victoires se trouve un immeuble daté de 1900, conçu par l'architecte Grimm. Il est pourvu d'un oriel d'angle surmonté d'une poivrière et abrite désormais une pharmacie. Il est rattaché au no 34 de la rue du Sauvage.
- la façade de la résidence Boston est ornée d'une peinture, sur laquelle on peut voir de petits portraits des vulcanologues mulhousiens Maurice et Katia Krafft. L'œuvre a été réalisée en 2018 par le duo d'artiste Jana & JS[3],[4].